# معركة مكة (883)
معركة مكَّة (269هـ / 883م) هو نزاع جرى بين الأمير العبَّاسي الموفق بالله، وأحمد بن طولون المُستقل بحكم مصر والشَّام من الفترة (254 - 270 هـ - 868 - 884م)، وجرت أحداثها ضمن حرب علنية وخفية في ذات الوقت.
نشأت الحرب على اثر خلاف بشأن رفض ابن طولون إرسال أموال كان قد طلبها منه الموفق، واشتدت الخلافات بينهما وامتدت حتى وصلت إلى مكة، فأراد الموفق استعادة مكة من ابن طولون، فأرسل إليها جيشاً، واستطاع أن يقلب أهل مكة ضده، فانهزمت جيوشه فيها، وتركوا أموالهم وأسلحتهم.

## خلفية
بدأ أحمد بن طولون حياته كجندي في ثغر طرسوس وهي المدينة الواقعة على الحُدود بين آسيا الصُغرى والشَّام، والتي أمضى فيها شبابه وأخذ العلم والحديث والآداب عن علماءها، وأبلى فيها من الغزو والجهاد بلاء حسنا، وبقي فيها حتى قضى والده سنة 240 هـ المُوافقة لِسنة 854 م، فأوكل إليه الخليفة العبَّاسي المُتوكِّل ما كان لِأبيه من الأعمال العسكريَّة. وكانت والدته قد تزوجت من باكباك التركي فأنابه عنه على الديار المصرية عام (253 هـ /868 م).